# Vietcombank
Vietcombank (Joint Stock Commercial Bank for Foreign Trade of Vietnam, Ngân hàng thương mại cổ phần Ngoại thương Việt Nam, Внешнеторговый банк Вьетнама) — один из крупнейших банков Вьетнама по рыночной капитализации. Основан в 1963 году, штаб-квартира расположена в Ханое. Предоставляет различные банковские услуги (кредитование, торговое и проектное финансирование, обслуживание банковских карт, интернет-банкинг), участвует в операциях с ценными бумагами, управлении активами и инвестиционной деятельности, также занимается страховой и лизинговой деятельностью.
Vietcombank имеет 89 отделений и более 350 операционных офисов во Вьетнаме, один операционный центр, один учебный центр, два местных филиала, два зарубежных филиала, шесть совместных предприятий и представительство в Сингапуре, а также более 2,1 тыс. банкоматов и более 56 тыс. терминалов. Операции Vietcombank связаны с деятельностью свыше 1,8 тыс. банков в 176 странах мира. По состоянию на 2015 год активы Vietcombank составляли 26,9 млрд долл., рыночная стоимость — 4,4 млрд долл., продажи — 1,65 млрд долл., прибыль — 217 млн долл..

## История
В 1963 году Бюро валютного обмена Государственного банка Вьетнама было преобразовано во Внешнеторговый банк Вьетнама. В 2008 году он стал первым государственным банком, приватизированным властями страны, с 2009 года акции банка котируются на фондовой бирже Хошимина.
Также в 2009 году банк открыл страховую компанию Cardif - Vietcombank Life Insurance Company (совместное предприятие с французской страховой группой BNP Paribas Cardif). В 2011 году Vietcombank подписал соглашение о стратегическом сотрудничестве с японским Mizuho Bank, продав ему 15 % своих акций (около 77 % акций банка остаётся в собственности Государственного банка Вьетнама).

## Дочерние и аффилированные структуры
- Cardif — Vietcombank Life Insurance Company (2009)
- Vietcombank Fund Management Company (2005)
- Vietcombank Stock (2002)
- Vietcombank Leasing Company (1998)
- Vietcombank Securities Company
- Vietcombank Tower 198 Company
- Vietcombank Money Incorporated
- Vietcombank Bonday
- Vietnam Finance Company